# Fluorid bromičný
Fluorid bromičný je interhalogen se vzorcem BrF5. Je to nažloutlá kapalina a silné fluorační činidlo.

## Příprava
Poprvé byl připraven roku 1931 přímou reakcí bromu s fluorem. Tato reakce je vhodná i pro přípravu větších množství, probíhá při teplotě 150 °C v nadbytku fluoru.
Br2 + 5 F2 → 2 BrF5
Malá množství je možné připravit reakcí fluoru s bromidem draselným:
KBr + 3 F2 → KF + BrF5
Takto je možné připravit velice čistý BrF5, téměř beze stop BrF3 a dalších nečistot.

## Reakce
S vodou reaguje explozivně, ale v přítomnosti acetonitrilu probíhá hydrolýza pomaleji a vzniká kyselina bromičná a fluorovodíková:
BrF5 + 3 H2O → HBrO3 + HF
Má velmi silné fluorační účinky, za laboratorní teploty převádí většinu sloučenin uranu na fluorid uranový.
Může vystupovat i jako akceptor fluoridů, např. v reakci s CsF:
BrF5 + CsF → CsBrF6

## Využití
Využívá se v izotopové analýze kyslíku, laserovou ablací pevných silikátů se v přítomnosti BrF5 uvolňuje kyslík, který je možné následně analyzovat. Byl také testován jako oxidovadlo pro raketová paliva a využívá se jako fluorační činidlo při zpracování uranu.

## Zdravotní rizika
Silně leptá kůži, jeho výpary dráždí oči, kůži a sliznice. Expozice 100 ppm po dobu několika minut je smrtelná pro většinu experimentálních zvířat. Chronická expozice může způsobit poškození ledvin a selhání jater.
Kontakt s organickými sloučeninami nebo kovovým prachem může vést k vzplanutí nebo explozi.